# 加藤田神陰流
加藤田神蔭流（かとうだしんかげりゅう）は、加藤田新作の系統の新陰流。第9代の加藤田平八郎の頃から「加藤田神蔭流」と呼ばれた。
無住心剣流の中村権内の門人であった加藤田新作は、享保元年（1716年）に久留米藩に招かれ剣術を教えた。新作は自らの流名を「神蔭流」と称した。以後、加藤田家は久留米藩の剣術師範家のひとつとなり、神蔭流は九州北部にて伝えられた。
幕末期に数多くの他流試合をした第9代の加藤田平八郎と、その弟子の幕末期の名剣士の一人である松崎浪四郎、剣道範士となった梅崎弥一郎らが知られる。
平八郎の没後の明治8年（1875年）、息子の大介が自宅に道場を開き、加藤田神陰流剣術と楊心流薙刀術・鎖鎌術を指導した。